# Norrsjön (Tjällmo socken, Östergötland, 651636-147546)
Norrsjön är en sjö i Motala kommun i Östergötland och ingår i Motala ströms huvudavrinningsområde. Sjöns area är 0,08 kvadratkilometer och den befinner sig 121,2 meter över havet.